# Normální matice
V lineární algebře se čtvercová komplexní matice {\displaystyle {\boldsymbol {A}}\in \mathbb {C} ^{n\times n}} nazývá normální matice, pokud komutuje se svou hermitovsky sdruženou maticí, tj. pokud má vlastnost:
{\displaystyle {\boldsymbol {A^{\mathrm {H} }A}}={\boldsymbol {AA^{\mathrm {H} }}}}
Reálná matice {\displaystyle {\boldsymbol {B}}\in \mathbb {R} ^{n\times n}} je proto normální, právě když komutuje se svou transponovanou maticí:
{\displaystyle {\boldsymbol {B^{\mathrm {T} }B}}={\boldsymbol {BB}}^{\mathrm {T} }}
Podle spektrální věty je matice normální, právě když je unitárně diagonalizovatelná (resp. pro reálné matice ortogonálně diagonalizovatelná).
Příklad
Reálná matice {\displaystyle {\boldsymbol {A}}={\begin{pmatrix}0&1\\-1&0\\\end{pmatrix}}} je normální, protože:
{\displaystyle {\boldsymbol {A^{\mathrm {T} }A}}={\begin{pmatrix}0&-1\\1&0\\\end{pmatrix}}{\begin{pmatrix}0&1\\-1&0\\\end{pmatrix}}={\begin{pmatrix}1&0\\0&1\\\end{pmatrix}}={\begin{pmatrix}0&1\\-1&0\\\end{pmatrix}}{\begin{pmatrix}0&-1\\1&0\\\end{pmatrix}}={\boldsymbol {AA^{\mathrm {T} }}}}
Reálná matice {\displaystyle {\boldsymbol {B}}={\begin{pmatrix}0&1\\4&0\\\end{pmatrix}}}  není normální, protože:
{\displaystyle {\boldsymbol {B^{\mathrm {T} }B}}={\begin{pmatrix}0&4\\1&0\\\end{pmatrix}}{\begin{pmatrix}0&1\\4&0\\\end{pmatrix}}={\begin{pmatrix}16&0\\0&1\\\end{pmatrix}}\neq {\begin{pmatrix}1&0\\0&16\\\end{pmatrix}}={\begin{pmatrix}0&1\\4&0\\\end{pmatrix}}{\begin{pmatrix}0&4\\1&0\\\end{pmatrix}}={\boldsymbol {BB^{\mathrm {T} }}}}

## Vlastnosti
Speciálními případy reálných normálních matic jsou symetrické, antisymetrické a ortogonální matice. V komplexním oboru mezi normální matice patří hermitovské, antihermitovské a unitární matice.

### Spektrální věta
Matice {\displaystyle {\boldsymbol {A}}\in \mathbb {C} ^{n\times n}} normální, právě když existují unitární matice {\displaystyle {\boldsymbol {U}}} a diagonální matice {\displaystyle {\boldsymbol {D}}} takové, že {\displaystyle {\boldsymbol {A}}={\boldsymbol {UDU}}^{\mathrm {H} }}. Jinými slovy, normální matice jsou unitárně diagonalizovatelné, neboli mají Schurův rozklad s diagonální maticí. Sloupce {\displaystyle {\boldsymbol {U}}} tvoří ortonormální bázi složenou z vlastních vektorů {\displaystyle {\boldsymbol {A}}}. Prvky na  diagonále {\displaystyle {\boldsymbol {D}}} jsou  vlastní čísla {\displaystyle {\boldsymbol {A}}}.
Příklady
Vlastní čísla reálné matice {\displaystyle {\boldsymbol {A}}} mohou být komplexní, a tím pádem i prvky matic {\displaystyle {\boldsymbol {U}}} a {\displaystyle {\boldsymbol {D}}}, jak ilustruje příklad:
{\displaystyle {\boldsymbol {A}}={\begin{pmatrix}0&1\\-1&0\\\end{pmatrix}}\implies {\boldsymbol {U}}={\tfrac {1}{\sqrt {2}}}{\begin{pmatrix}1&1\\i&-i\\\end{pmatrix}},\quad {\boldsymbol {D}}={\begin{pmatrix}i&0\\0&-i\\\end{pmatrix}}}
Pouze pro speciální případ reálné symetrické matice {\displaystyle {\boldsymbol {A}}\in \mathbb {R} ^{n\times n}} jsou matice {\displaystyle {\boldsymbol {U}}} i
{\displaystyle {\boldsymbol {D}}} také reálné.
Existují matice, které jsou diagonalizovatelné, ale nejsou normální. Tyto matice nelze unitárně diagonalizovat, neboli mají rozklad {\displaystyle {\boldsymbol {RDR}}^{-1}}, kde {\displaystyle {\boldsymbol {R}}} je regulární ale nikoli unitární. 
Ukázkou takové matice je 
{\displaystyle {\boldsymbol {B}}={\boldsymbol {RDR}}^{-1}={\begin{pmatrix}-1&1\\2&2\\\end{pmatrix}}{\begin{pmatrix}-2&0\\0&2\\\end{pmatrix}}{\begin{pmatrix}-{\tfrac {1}{2}}&{\tfrac {1}{4}}\\{\tfrac {1}{2}}&{\tfrac {1}{4}}\\\end{pmatrix}}={\begin{pmatrix}0&1\\4&0\\\end{pmatrix}}}

### Další vlastnosti
- Normální matice je unitární, právě když všechna její vlastní čísla (její spektrum) jsou komplexní jednotky.

- Normální matice je hermitovská, právě když má všechna vlastní čísla reálná.

- Součet ani součin dvou normálních matic nemusí být normální. Pro normální matice, jejichž součin komutuje, však platí následující:

Jsou-li {\displaystyle {\boldsymbol {A}}} a {\displaystyle {\boldsymbol {B}}} normální, přičemž {\displaystyle {\boldsymbol {AB}}={\boldsymbol {BA}}}, pak jsou normální i matice {\displaystyle {\boldsymbol {AB}}} a {\displaystyle {\boldsymbol {A}}+{\boldsymbol {B}}}. Dále existuje unitární matice {\displaystyle {\boldsymbol {U}}} taková, že {\displaystyle {\boldsymbol {UAU}}^{\mathrm {H} }} a {\displaystyle {\boldsymbol {UBU}}^{\mathrm {H} }} jsou diagonální matice. Jinými slovy, {\displaystyle {\boldsymbol {A}}} a {\displaystyle {\boldsymbol {B}}} jsou současně diagonalizovatelné.
V tomto speciálním případě jsou sloupce {\displaystyle {\boldsymbol {U}}^{\mathrm {H} }} vlastními vektory {\displaystyle {\boldsymbol {A}}} i {\displaystyle {\boldsymbol {B}}} a tvoří ortonormální bázi v {\displaystyle \mathbb {C} ^{n}}. Jde o kombinaci tvrzení, že nad algebraicky uzavřeným tělesem jsou komutující matice současně triangularizovatelné a  že normální matice jsou diagonalizovatelné. Zde je navíc možné obojí provést současně.